# Жажа
Жажа (алб. Zhazhë) је насеље у општини Звечан, Косово и Метохија, Република Србија.

## Географија
Жаже је у изворишту Жажевског потока. У Међама су: Петковица, Главичица, Пркаћ, Тамнички поток, Бугарићка – Србовачка река, Витлиште. Топографски називи за њиве и ливаде су: Дољани, Баре, Цветкова раван, Радевац, Маква. За испашу и шуму: Главичица и Рид.

## Историја
Краљ Милутин поклонио је свом властелину Жажу село Кривотуљу, Жаажоу Кривотулја. Сада селу Кривотуљи нема трага па претпостављам да је име селу, после Жежеве смрти, заменило име Жажи, односно „Жаже“, село синова или потомака властелина Жаже. Село је забележено у Девичком катастиху 1769. године као Жажа и Жаже. У ливади Макви је стара црквина порушена до темеља, а поред ње у храстовој шуми давно напуштено српско гробље. На гробовима су велики грубо истесани крстови. На њима, осим урезаних крстова, нема других ознака. У овом гробљу копали су се и „Борчанци“ из Борчана. Они су крајем 18, или на почетку 19. века избегли одавде у Србију. После сеобе 1739. у село се увлаче и стално настањују Албанци из Малесије. Овде су затекли мало српско становништво. Албанци знају да су „доскора“ у селу живели браћа Петар и Павле из Борчана. Кад Петар погибе у сукобу са Албанцима, Павле избеже у Србију. На живот Срба у селу опомињу топоними: Радевац, Петковица, Цветкова раван. Данас су у селу једини становници потомци албанских досељеника.

## Демографија
Према проценама из 2009. године које су коришћене за попис на Косову 2011. године, ово насеље је имало 266 становника, већина Албанци.
| Година       | 1948 | 1953 | 1961 | 1971 | 1981 | 1991 | 2011 |
| ------------ | ---- | ---- | ---- | ---- | ---- | ---- | ---- |
| Становништво | 328  | 367  | 425  | 512  | 478  | 606  | 266  |

|  |